# King of the Grey Islands
King of the Grey Islands – dziewiąty album szwedzkiej grupy doom metalowej Candlemass, wydany 25 czerwca 2007. Jest to pierwszy album po odejściu Messiaha Marcolina. Jego miejsce zajął grający w takich zespołach jak Solitude Aeturnus, Last Chapter i Concept Of God wokalista Robert Lowe.

## Lista utworów
Podobnie jak na płycie poprzedniej, wszystkie teksty napisał basista Leif Edling.
1. "Prologue" – 0:56
2. "Emperor of the Void" – 4:29
3. "Devil Seed" – 5:44
4. "Of Stars and Smoke" – 5:38
5. "Demonia 6" – 6:23
6. "Destroyer" – 7:52
7. "Man of Shadows" – 6:17
8. "Clearsight" – 6:52
9. "The Opal City" – 1:13
10. "Embracing the Styx" – 8:19
11. "Solitude" – 5:58 (Bonus na digipaku)
12. "At the Gallows End" – 5:22 (Bonus na digipaku)

## Wykonawcy
- Robert Lowe – wokal
- Mats Björkman – gitara rytmiczna
- Lars Johansson – gitara prowadząca
- Leif Edling – gitara basowa
- Jan Lindh – perkusja